# David Hemmings
Pour les articles homonymes, voir Hemmings.
David Hemmings est un acteur, producteur, réalisateur et chanteur britannique, né le 18 novembre 1941 à Guildford (Surrey) et mort le 3 décembre 2003 à Bucarest (Roumanie).
Il est principalement connu pour avoir tenu le rôle principal dans Blow-Up de Michelangelo Antonioni.

## Biographie

### Débuts et reconversions
Enfant, David Hemmings débute à douze ans dans le rôle de Miles dans l'opéra The Turn of the Screw de Benjamin Britten puis part en tournée nationale et européenne pendant cinq années, au terme desquelles, devenu adolescent, il perd sa voix. Le garçon reprend sa scolarité mais, malgré ses prouesses sportives, ne parvient pas à s'intégrer. Il quitte l'école et ses parents pour entrer dans un atelier d'art dramatique à Londres. À quinze ans, il débute au cinéma dans le drame Casaque arc-en-ciel et organise la première exposition de ses peintures. Il participe trois ans plus tard à la superproduction américaine d'Otto Preminger, Sainte Jeanne, avec Jean Seberg.
Déçu par les rôles qu'on lui propose, Hemmings prend deux années sabbatiques. Il est portraitiste de rue à Juan-les-Pins et Paris, musicien et chanteur dans des night clubs en Autriche, sauveteur de montagne dans le comté de Cumberland. À dix-huit ans, il décide de relancer sa carrière d'acteur.

### Ascension

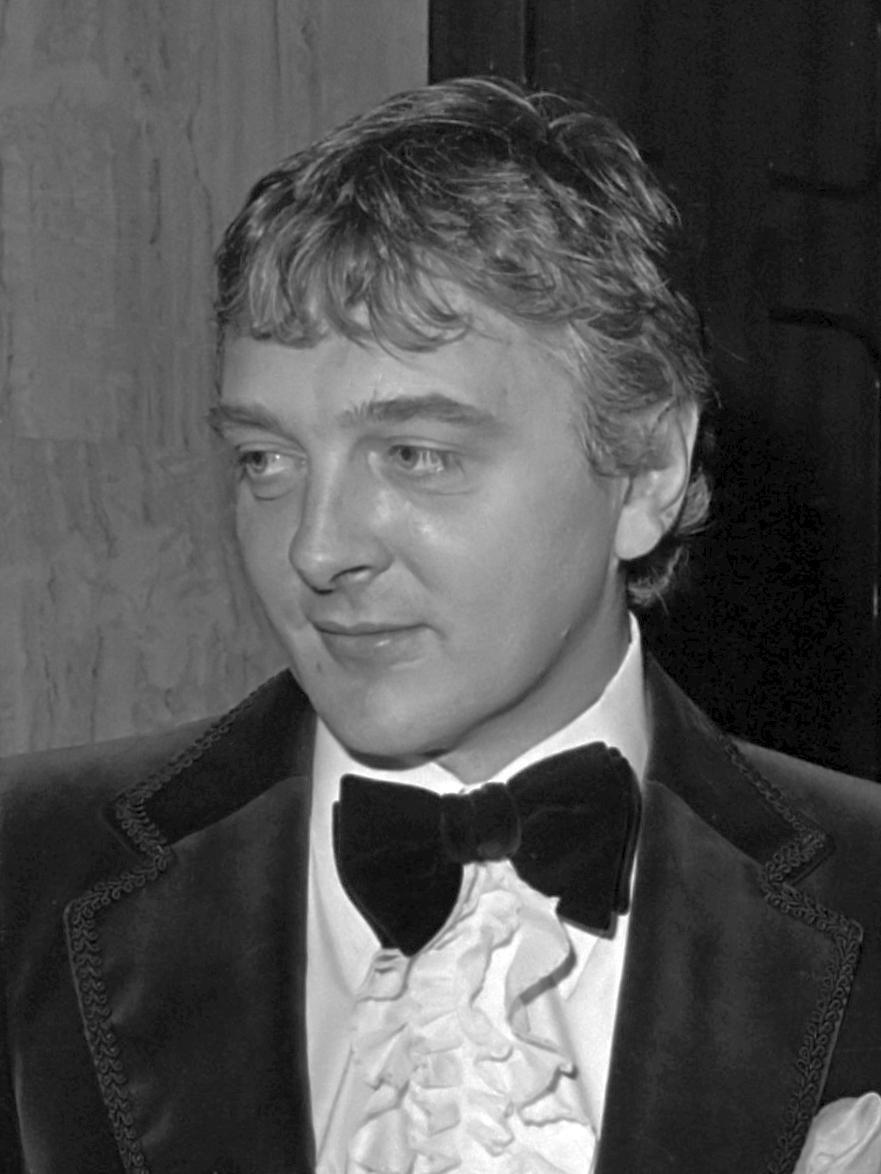
David Hemmings (1976).

David Hemmings se fait un nom sur la scène d'avant-garde du Royal Court de Londres. Il travaille parallèlement avec les représentants du nouveau cinéma britannique : après Basil Dearden et Jack Lee Thompson, Clive Donner, Lance Comfort, Roy Ward Baker et surtout Michael Winner le dirigent. Si la participation de David à Play It Cool / Nus au soleil (film de propagande naturiste) n'est pas créditée, il tourne avec ce dernier deux autres films (mineurs) emblématiques du Swinging London. Le jeune acteur accède aux premiers rôles : d'abord à la télévision, dès 1961, dans l'éphémère série Home Tonight, puis dans le film musical Be My Guest (en). Cependant, il joue encore un rôle en retrait dans Le Mystère des treize (Eye of the Devil) aux côtés de David Niven et Deborah Kerr.

### Une gloire éphémère
Michelangelo Antonioni le repère sur scène et lui propose le rôle principal de son prochain film : celui de Thomas, un photographe de mode témoin malgré lui d'un meurtre. Blow-Up, Grand Prix du Festival de Cannes, sacre Hemmings star des cinéphiles et des Sixties. Premier film où l'on expose un sexe féminin sans but pornographique, il sera aussi le film le plus représentatif du Swinging London : y apparaissent ainsi les Yardbirds et Jane Birkin encore adolescente. Dans le sillage de ce triomphe, il expose, conjointement avec Dennis Hopper, son œuvre picturale à Los Angeles.
Par la suite, Hemmings travaille avec Tony Richardson pour La Charge de la brigade légère, un film historique sur un épisode désastreux de la guerre de Crimée, avec Joshua Logan pour la comédie musicale Camelot avec Richard Harris en vedette (qu'il retrouve sur le film catastrophe Terreur sur le Britannic de Richard Lester), Roger Vadim pour la science-fiction érotique de Barbarella avec Jane Fonda. Hemmings fut pressenti en 1969 par Stanley Kubrick pour jouer le rôle-titre de son film Napoléon, jamais réalisé.
L'acteur remporte un grand succès dans le rôle-titre de l'épopée historique Alfred le Grand, vainqueur des Vikings mais opte rapidement pour le cinéma bis avec Le Club des libertins et surtout Le Tunnel de la peur de Richard Sarafian, première collaboration professionnelle avec Gayle Hunnicutt.

### Acteur bis

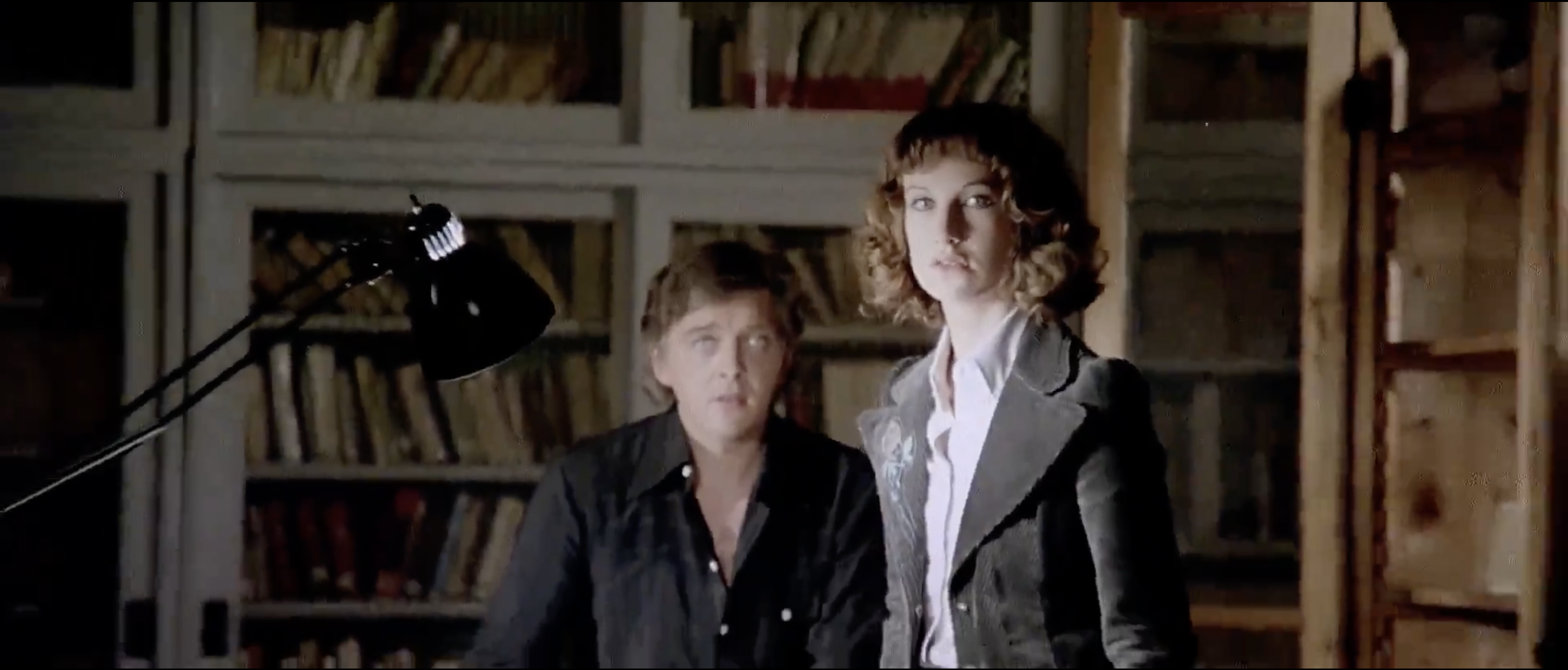
David Hemmings et Daria Nicolodi dans Les Frissons de l'angoisse (1975).

David Hemmings continue sa carrière de manière erratique, de Dario Argento à Claude Chabrol en passant par José María Forqué. Par la suite il est cantonné dans des rôles de complément (L'Île des adieux, Le Piège infernal, Meurtre par décret) ou des productions de second ordre (Nico l'arnaqueur tourné en Italie, ou Harlequin, histoire fantastique signée par l'australien Simon Wincer), récoltant parfois d'excellentes critiques : Le Doute (en), Charlie Muffin (en) à la télévision et le thriller Mort d'un prof de John Mackenzie.
Dans les années 1980, Hemmings est presque tombé dans l'oubli. Ainsi Télé Poche en septembre 1986 titre sur lui « une drôle de carrière » et définit son personnage comme un « intellectuel séduisant » ; en juin 1988, le magazine précise sa pensée : Hemmings « n'effectue en réalité qu'une carrière marginale, marquée par quelques grands films (Blow-Up, La Charge de la brigade légère) et surtout axée sur un cinéma moins commercial. » Par ailleurs, dans les multiples éloges décernés à son film le plus glorieux (Blow Up), sa prestation est en général ignorée, peut-être à cause de la « stricte objectivité » dont parle Alain Rémond et d'une forme de neutralité qui en découle dans son jeu.
Dans ses dernières années, après une éclipse de dix années, Hemmings joue dans de grosses productions américaines telles que Gladiator de son compatriote Ridley Scott, Gangs of New York de Martin Scorsese et La Ligue des gentlemen extraordinaires avec Sean Connery en vedette.

### Réalisateur
L'envie de mise en scène serait venue à David Hemmings en observant Antonioni. Quelques années plus tard, il dirige deux séquences de Alfred le Grand, vainqueur des Vikings et réalise son premier film en 1972. Il s'illustre dans la réalisation avec Running Scared, où il dirige son épouse Gayle Hunnicutt et Robert Powell, C'est mon gigolo, son film le plus célèbre qui réunit David Bowie, Marlene Dietrich et Kim Novak, et Le Survivant d'un monde parallèle, production américano-australienne et œuvre fantastique avec de nouveau Robert Powell.
Ses films sont en général descendus par la critique. Télé Poche, par exemple à propos du Survivant, souligne « la faiblesse du scénario et son manque de rigueur » ; tandis que Télérama descend en flammes Les Bourlingueurs : « Sur le thème ressassé de la chasse au trésor, Hemmings n'a eu qu'un mérite, celui de ne pas se prendre au sérieux. »
Hemmings réalise ensuite de nombreux épisodes de séries télévisées (Magnum, Agence tous risques avec George Peppard — qu'il avait dirigé au cinéma dans Les Bourlingueurs — ou encore Code Quantum), se réservant la possibilité d'y apparaître comme acteur à l'occasion.

### Vie personnelle
Amateur d'expériences variées, il crée (avec John Daly) le Hemdale Group of Associated Companies qui offre une gamme complète de services aux acteurs.
David Hemmings fut marié notamment avec Gayle Hunnicutt. Ils ont eu ensemble un fils, Nolan, qui s'est illustré à la télévision dans Frères d'armes en 2001 et dans le rôle-titre (enfant) de David Copperfield en 1983 ; au cinéma Nolan Hemmings a joué avec son père dans Last Orders en 2001 et dans Romantik en 2007, le dernier film de David Hemmings.
Mort quasi clandestinement lors d'un ultime tournage en Roumanie, David Hemmings s'apprêtait à se marier pour la cinquième fois.

### Musique
David Hemmings enregistra un single, Back Street Mirror, arrangé et produit par Leon Russell, suivi de l'album Happens en 1967. Accompagné par le groupe rock The Byrds et produit par Jim Dickson (alors mentor du groupe), l'album est orienté folk-psychédélique. Les chansons de l'album ont été écrites par Chris Hillman, Roger McGuinn et David Hemmings.
Hemmings a également été le narrateur dans l'unique représentation en concert de Journey to the Centre of the Earth, le 18 janvier 1974 au Royal Festival Hall, une adaptation du Voyage au centre de la Terre de Jules Verne. Cette œuvre de rock progressif, composée par l'ex-claviériste de Yes Rick Wakeman, a été éditée chez A&M records. Le London Symphony Orchestra et The English Chamber Choir accompagnaient Wakeman et ses musiciens, le English Rock Ensemble. L'album se classera numéro 1er en Angleterre et 3e aux États-Unis.

## Filmographie

### Cinéma

#### Longs métrages
- 1957 : The Heart Within (en) de David Eady : Danny Willard
- 1957 : Five Clues to Fortune (en) de Joe Mendoza : Ken
- 1959 : No Trees in the Street de Jack Lee Thompson : Kenny
- 1959 : In the Wake of a Stranger (en) de David Eady : Un élève
- 1961 : The Wind of Change (en) de Vernon Sewell : Ginger
- 1962 : The Painted Smile (en) de Lance Comfort : Roy
- 1962 : Some People (en) de Clive Donner : Bert
- 1963 : Two Left Feet de Roy Ward Baker : Brian
- 1963 : Live It Up! (en) de Lance Comfort : Dave Martin
- 1964 : Dans les mailles du filet (The System) de Michael Winner : David
- 1965 : Be My Guest (en) de Lance Comfort : Dave Martin
- 1966 : Le Mystère des treize (Eye of the Devil) de Jack Lee Thompson : Christian de Caray
- 1966 : Blow-Up de Michelangelo Antonioni : Thomas
- 1967 : Camelot de Joshua Logan : Mordred
- 1968 : La Charge de la brigade légère (The Charge of the Light Brigade) de Tony Richardson : Capitaine Louis Edward Nolan
- 1968 : Un jour parmi tant d'autres (The Long Day's Dying) de Peter Collinson : John
- 1968 : Trio d'escrocs (Only When I Larf) de Basil Dearden : Bob
- 1968 : Barbarella de Roger Vadim : Dildano
- 1969 : Le Club des libertins (The Best House in London) de Philip Saville : Benjamin Oakes / Walter Leybourne
- 1969 : Alfred le Grand, vainqueur des Vikings (Alfred the Great) de Clive Donner : Alfred
- 1970 : Le Tunnel de la peur (Fragment of Fear) de Richard Sarafian : Tim Brett
- 1970 : Qui veut la fin... (The Walking Stick) d'Eric Till : Leigh Hartley
- 1971 : Mort d'un prof (Unman, Wittering and Zigo) de John Mackenzie : John Ebony
- 1971 : Love Machine de Jack Haley Jr. : Jerry Nelson
- 1973 : Voices (en) de Kevin Billington : Robert
- 1974 : Le Pervers (No es nada, mamá, sólo un juego) de José María Forqué : Juan
- 1974 : Terreur sur le Britannic (Juggernaut) de Richard Lester : Charlie Braddock
- 1975 : Les Frissons de l'angoisse (Profondo rosso) de Dario Argento : Marcus Daly
- 1977 : Action immédiate (La via della droga) d'Enzo G. Castellari : Mike Hamilton
- 1977 : Nico l'arnaqueur (Squadra antitruffa) de Bruno Corbucci : Robert Cleydon
- 1977 : L'Île des adieux (Islands in the Stream) de Franklin J. Schaffner : Eddy
- 1977 : Le Prince et le Pauvre (The Prince and the Pauper) de Richard Fleischer : Hugh Hendon
- 1977 : The Disappearance de Stuart Cooper : Edward
- 1977 : Le Piège infernal (The Squeeze) de Michael Apted : Keith
- 1978 : Les Liens de sang de Claude Chabrol : Armstrong
- 1978 : Le Jeu de la puissance (Power Play) de Martin Burke : Colonel Anthony Narriman
- 1979 : C'est mon gigolo (Schöner Gigolo, armer Gigolo) de lui-même : Captain Kraft
- 1979 : Meurtre par décret (Murder by Decree) de Bob Clark : Inspecteur Foxborough
- 1979 : Soif de sang (Thirst) de Rod Hardy : Dr Fraser
- 1980 : Harlequin de Simon Wincer : Nick Rast
- 1980 : Pas l'ombre d'un doute (Beyond Reasonable Doubt) de John Laing (en) : Inspecteur Bruce Hutton
- 1981 : Le Lac des cygnes (Sakai meisaku dôwa: Hakuchô no mizûmi) de Kimio Yabuki : Rothbart (voix anglaise)
- 1981 : Prisoners de Peter Werner : Wilkens
- 1983 : Un homme, une femme, un enfant (en) (Man, Woman and Child) de Dick Richards : Gavin Wilson
- 1989 : L'Arc-en-ciel (The Rainbow) de Ken Russell : Oncle Henry
- 2000 : Gladiator de Ridley Scott : Cassius
- 2001 : Last Orders de Fred Schepisi : Lenny
- 2001 : Spy game, jeu d'espions (Spy Game) de Tony Scott : Harry Duncan
- 2001 : Carton rouge (Mean Machine) de Barry Skolnick : Le gouverneur
- 2002 : Gangs of New York de Martin Scorsese : Mr Schermerhorn
- 2002 : La Castagne 2 (Slap Shot 2: Breaking the Ice) : Martin Fox
- 2002 : Equilibrium de Kurt Wimmer : Proctor
- 2003 : La Ligue des gentlemen extraordinaires (The League of Extraordinary Gentlemen) de Stephen Norrington : Nigel
- 2003 : The Night We Called It a Day (en) de Paul Goldman (en) : Mickey Rudin
- 2004 : Blessed (en) de Simon Fellows : Earl Sidney
- 2004 : Romantik de Sinan Cetin : Dr Sadun

#### Courts métrages
- 1959 : Men of Tomorrow (en) d'Alfred Travers (en) : Ted
- 1970 : Simon Simon de Graham Stark : Un homme

### Télévision

#### Séries télévisées
- 1957-1960 : Dixon of Dock Green : Jimm Mayo / Billy McGee
- 1959 : Billy Bunter of Greyfriars School : Potter
- 1962 : Out of This World : Le journaliste
- 1963 : Taxi! : Rammy
- 1963 : Moonstrike : Jean-Pierre
- 1964 : Love Story : Albert
- 1964 : The Indian Tales of Rudyard Kipling : Dickie Hatt
- 1964 : Our Man at St. Mark's : Billy Palmer
- 1965 : It's Dark Outside : Alfie Parks
- 1965 : The Troubleshooters : Colin
- 1965 : Out of the Unknown : Roger Westcott
- 1967 : Festival : Deniken
- 1969 : Adventures in Rainbow Country : Le sergent
- 1973 : Follyfoot : Oncle Joe Rimmington
- 1975 : Private Affairs : F. Scott Fitzgerald
- 1978 : Clouds of Glory : Samuel T. Coleridge
- 1983 : Masquerade : Marlos
- 1984 : Supercopter : Dr Charles Henry Moffet
- 1984 : La Fièvre d'Hawaï (Hawaiian Heat) : Tal Ryan
- 1985 / 1987 : Magnum (Magnum, P.I.) : Lord Archibald "Binkie" Smythe-White / Danny
- 1987 : Arabesque (Murder, She Wrote) : Errol Pogson
- 1987 : Stingray : Drexel
- 1988 : Le Monde merveilleux de Disney (The Wonderful World of Disney) : Président Andrew Jackson
- 1989 : Nightmare Classics (en) : Mr Harley
- 1991 : La Loi de Los Angeles (L.A. Law) : Charles Lamb
- 1991 : Les Contes de la crypte (Tales from the Crypt) : Mr Stronham
- 1991 : Le Père Dowling (Father Dowling Mysteries) : Kenneth Brubaker
- 1992 : Bienvenue en Alaska (Northern Exposure) : Viktor Bobrov
- 1995 : Kung Fu : la légende continue (Kung Fu: The Legend Continues) : John Durham
- 2002 : Meurtres en sommeil (Waking the Dead) : Malcolm Finlay
- 2002 : Murder in Mind : Juge James Hendon

#### Téléfilms
- 1979 : Charlie Muffin (en) de Jack Gold : Charlie Muffin
- 1984 : Calamity Jane de James Goldstone : Capitaine James O'Neill
- 1985 : Le Code Rebecca (The Key to Rebecca) de lui-même : Major Smith
- 1985 : Enquête à Beverly Hills (Beverly Hills Cowgirl Blues) de Corey Allen : Ian Blaize
- 1987 : La Main jaune (en) (Harry's Hong Kong) de Jerry London : Jack Roarke
- 1987 : Three on a Match de Donald Bellisario : Maxwell "Newt" Newton
- 1995 : A Mind to Murder de Gareth Davies : Godbolt
- 1996 : The Vanishing Man (en) de Maurice Phillips : Edward Lawrence

### Producteur
- 1977 : The Disappearance de Stuart Cooper
- 1978 : Power Play de Joe Zito
- 1981 : Les Bourlingueurs (Race for the Yankee Zephyr) de lui-même
- 1987 : Stingray (7 épisodes)
- 1989 : Duo d'enfer (Hardball) (5 épisodes)

#### Producteur exécutif
- 1971 : Mort d'un prof (Unman, Wittering and Zigo) de John Mackenzie
- 1981 : Strange Behavior (en) de Michael Laughlin
- 1982 : Les Traqués de l'an 2000 (Turkey Shoot) de Brian Trenchard-Smith
- 1983 : Prisoners de Peter Werner

### Réalisateur
- 1972 : Running Scared (en)
- 1973 : The 14
- 1973 : Follyfoot (saison 3, épisodes 8 et 13)
- 1979 : C'est mon gigolo (Schöner Gigolo, armer Gigolo)
- 1981 : Les Bourlingueurs (Race for the Yankee Zephyr)
- 1981 : Le Survivant d'un monde parallèle (The Survivor)
- 1984 : Money Hunt: The Mystery of the Missing Link (en) (vidéo)
- 1984 : Supercopter (saison 1, épisode 8)
- 1984 : La Fièvre d'Hawaï (Hawaiian Heat) (saison 1, épisodes 1 et 2)
- 1984-1985 : Magnum (Magnum, P.I) (3 épisodes)
- 1984-1986 : L'Agence tous risques (The A-Team) (9 épisodes)
- 1985 : Le Code Rebecca (The Key to Rebecca) (téléfilm)
- 1985 : Detective in the House (saison 1, épisode 4)
- 1986 : The Last Precinct (saison 1, épisode 6)
- 1986-1987 : Stingray (5 épisodes)
- 1987 : Arabesque (Murder, She Wrote) (saison 3, épisode 13)
- 1987 : Mike Hammer (saison 3, épisode 15)
- 1987-1988 : La Malédiction du loup-garou (Werewolf) (8 épisodes)
- 1988 : Dans la chaleur de la nuit (In the Heat of the Night) (4 épisodes)
- 1988 : Le Monde merveilleux de Disney (The Wonderful World of Disney) (saison 33, épisode 4)
- 1989-1990 : Duo d'enfer (Hardball) (5 épisodes)
- 1989 / 1993 : Code Quantum (3 épisodes)
- 1989 : Down Delaware Road (TV)
- 1992 : Dark Horse (en)
- 1993 : Raven (3 épisodes)
- 1993 : Ned Blessing: The Story of My Life and Times (saison 1, épisode 4)
- 1993 : Passport to Murder (téléfilm)
- 1994 : Christmas Reunion (téléfilm)
- 1995 : Marker (3 épisodes)
- 1996 : Lone Justice 3 (co-réalisé avec Jack Bender et Dan Lerner)

### Musique

#### Single
- 1967 : Back Street Mirror

#### Albums
- 1967 : Happens (album accompagné par le groupe The Byrds)
- 1967 : Camelot (Original Motion Picture Sound Track) d'Alan Jay Lerner et Frederick Loewe
- 1974 : Saint Nicolas de Benjamin Britten, Peter Pears et lui-même
- 1974 : Journey to the Centre of the Earth de Rick Wakeman (narration)